# Gliese 581 c
Gliese 581c (GJ 581c) là một ngoại hành tinh Siêu Trái Đất. Đây là ngoại hành tinh quay quanh ngôi sao Gliese 581, là hành tinh thứ hai được phát hiện trong hệ thống và là hành tinh thứ ba được xếp loại 6 hành tinh trong hệ ngôi sao. Với khối lượng ít nhất gấp 5,5 lần Trái Đất.
Gliese 581c nhận được sự quan tâm từ các nhà thiên văn học vì nó được báo cáo là hành tinh có khả năng giống Trái Đất đầu tiên Vùng có thể sinh sống được của ngôi sao đó, với nhiệt độ phù hợp nước lỏng trên bề mặt của nó, và mở rộng ra, và có khả năng hỗ trợ các dạng Sinh vật tái cực của Trái Đất-như cuộc sống.

## Đặc điểm

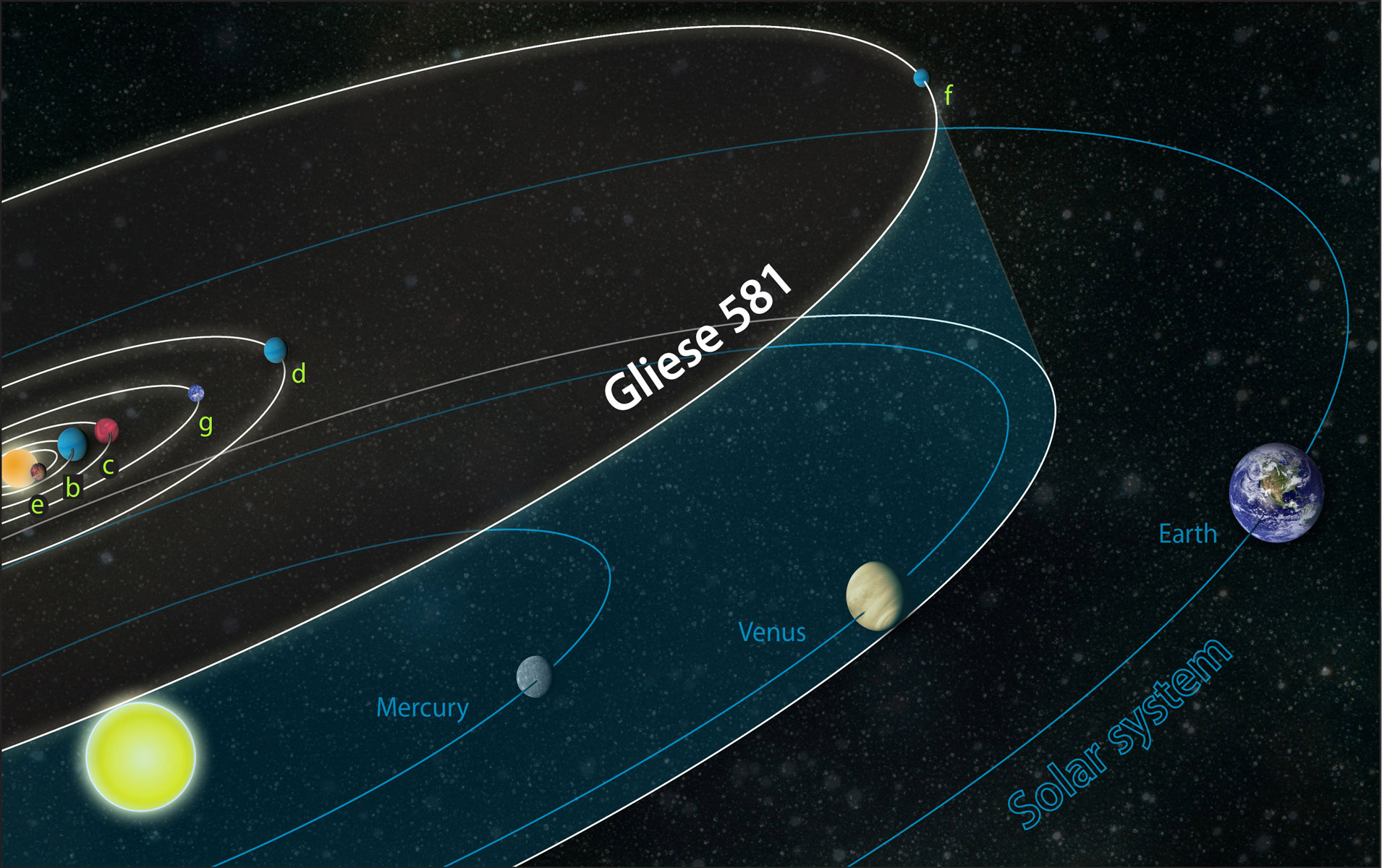

### Khối lượng, bán kính và nhiệt độ
Khối lượng tối thiểu của hành tinh được xác định gấp 5,5 lần khối lượng Trái Đất, các hành tinh không thể quá khoảng 1,6 - 2 lần khối lượng tối thiểu của các hành tinh không ổn định (Điều này chủ yếu là do sự tương tác giữa hành tinh e và b). Đối với Gliese 581c, giới hạn trên là 10,4 lần khối lượng Trái Đất.
Lực hấp dẫn trên bề mặt hành tinh gấp 2,24 lần Trái Đất.

Quỹ đạo của hệ thống Gliese 581

### Quỹ đạo
Gliese 581c có chu kì là 13 ngày Trái Đất và bán kính quỹ đạo bằng 7% số với Trái Đất cách Mặt Trời 1 AU